# Canton d'Égletons
Le canton d'Égletons est une circonscription électorale française située dans le département de la Corrèze, en région Nouvelle-Aquitaine.
À la suite du redécoupage cantonal de 2014, les limites territoriales du canton sont remaniées. Le nombre de communes du canton passe de 8 à 18.

## Histoire
Le canton d'Égletons est l'un des cantons de la Corrèze créés en 1790, en même temps que la plupart des autres cantons français. Il a d'abord été rattaché au district de Tulle avant de faire partie de l'arrondissement de Tulle.

### Redécoupage cantonal de 2014-2015
Un nouveau découpage territorial de la Corrèze entre en vigueur en mars 2015, défini par le décret du 24 février 2014, en application des lois du 17 mai 2013 (loi organique 2013-402 et loi 2013-403). Les conseillers départementaux sont, à compter de ces élections, élus au scrutin majoritaire binominal mixte. Les électeurs de chaque canton élisent au Conseil départemental, nouvelle appellation du Conseil général, deux membres de sexe différent, qui se présentent en binôme de candidats. Les conseillers départementaux sont élus pour 6 ans au scrutin binominal majoritaire à deux tours, l'accès au second tour nécessitant 12,5 % des inscrits au 1er tour. En outre la totalité des conseillers départementaux est renouvelée. Ce nouveau mode de scrutin nécessite un redécoupage des cantons dont le nombre est divisé par deux avec arrondi à l'unité impaire supérieure si ce nombre n'est pas entier impair, assorti de conditions de seuils minimaux. Dans la Corrèze, le nombre de cantons passe ainsi de 37 à 19. Le nombre de communes du canton d'Égletons passe de 8 à 18. Le nouveau canton d'Égletons est formé de communes des anciens cantons d'Égletons (les 8), de Corrèze (3 sur 9), de Lapleau (6 sur 8) et de La Roche-Canillac (1 sur 11).

## Géographie
Ce canton est organisé autour d'Égletons dans l'arrondissement de Tulle. Son altitude varie de 390 m (Moustier-Ventadour) à 876 m (Saint-Yrieix-le-Déjalat) pour une altitude moyenne de 627 m.

## Représentation

### Conseillers généraux de 1833 à 2015
| Période          | Période           | Identité                           | Étiquette           | Qualité |
| ---------------- | ----------------- | ---------------------------------- | ------------------- | --- |
| 1833             | 1842              | Antoine-Joseph de Valon            | Droite              | Propriétaire Maire de Tulle (1825-1830) Député (1824-1831 et 1837-1842) |
| 1842             | 1848              | Barthélemy Maisonneuve-Lacoste     |                     | Juge de paix à Égletons |
| 1848             | 1852              | Isaac d'Ambert de Sérilhac         |                     | Juge de paix, propriétaire Président du Conseil général (1848-1849) |
| 1852             | 1856              | Barthélemy Maisonneuve-Lacoste     |                     | Juge de paix |
| 1856             | 1867              | Alfred Boy de Lacombe de Lamazière |                     | Maire d'Égletons |
| 1867             | 1870              | Gabriel de Braquillanges           |                     | Maire de Saint-Hippolyte |
| 1870             | 1871              | Alfred Boy de Lacombe de Lamazière |                     | Maire d'Égletons |
| 1871             | 1895              | Jean Joseph Spinasse               | Droite bonapartiste | Propriétaire - Maire de Madic |
| 1895             | 1910              | François Dellestable               | Rad.                | Médecin Député (1885-1894) - Sénateur (1894-1921) |
| 1910             | 1910 (annulation) | Gustave Allemandou                 |                     | Négociant, conseiller municipal d'Égletons |
| 1910             | 1916 (décès)      | Hippolyte Spinasse                 |                     | Notaire Maire d'Égletons |
| 1916             | 1919              | siège vacant                       |                     | |
| 1919             | 1940              | Charles Spinasse                   | SFIO                | Ministre (1936-1938) Maire d'Égletons (1929-1944 et 1965-1977) Député (1924-1942) |
|                  |                   |                                    |                     | |
| 1945             | 1949 (décès)      | Jean Guinot                        | SFIO                | Notaire honoraire |
| 20 novembre 1949 | 1961 (décès)      | Pierre Caraminot                   | SFIO                | Directeur d'école nationale professionnelle Maire d'Égletons (1947-1959) |
| 29 octobre 1961  | 1976              | Charles Spinasse                   | Soc.ind. puis DVD   | Ministre (1936-1937) Maire d'Égletons (1929-1944 et 1965-1977) Député (1924-1942) |
| 1976             | 1994              | André Crouzette                    | DVD puis RPR        | Médecin Maire d'Égletons (1989-1991) |
| 1994             | 2005 (démission)  | Bernadette Bourzai                 | PS                  | Professeure agrégée Députée au Parlement européen (2004-2008) Sénatrice (2008-2014) Maire d'Égletons (2001-2008)                                                                                  |
| 2005             | 2014 (décès)      | Michel Paillassou                  | UMP                 | Ingénieur, chef d'entreprise Maire d'Égletons (2008-2012) Président de la communauté de communes de Ventadour Président départemental de l'UMP Suppléant du député Jean-Pierre Dupont (2007-2012) |
| 2014             | 2015              | Stéphanie Chazalnoël               | UMP                 | Professeure, Moustier-Ventadour |

### Conseillers d'arrondissement (de 1833 à 1940)
| Période                                  | Période      | Identité                              | Étiquette | Qualité |
| ---------------------------------------- | ------------ | ------------------------------------- | --------- | --- |
| 1833                                     | 1836         | M. Besse                              |           | Propriétaire à Rosiers, Commandant de la Garde Nationale                                                    |
| 1836                                     | 1842         | Jean Joseph Isaac Dambert (1777-1860) |           | Propriétaire à Égletons                                                                                     |
| 1842                                     | 1848         | Jean-Baptiste Treins (1796-1870)      |           | Notaire à Égletons                                                                                          |
|                                          |              |                                       |           | |
| 1871                                     | 1881 (décès) | Isaïe Albert                          |           | |
| 1881                                     |              | François Pierre Louis Chassagniar     |           | Suppléant du juge de paix, conseiller municipal d'Égletons                                                  |
|                                          |              |                                       |           | |
| 1907                                     |              | François Monéger                      | Radical   | Médecin, maire d'Égletons                                                                                   |
|                                          |              |                                       |           | |
| 1937                                     | 1940         | François Coudert                      | SFIO      | Entrepreneur à Égletons                                                                                     |
| 1940                                     |              |                                       |           | Les conseils d'arrondissement ont été suspendus par la loi du 12 octobre 1940 et n'ont jamais été réactivés |
| Les données manquantes sont à compléter. |              |                                       |           | |

### Conseillers départementaux après 2015
| Période élective | Période élective | Mandat | Mandat   | Identité          | Nuance | Nuance | Qualité |
| ---------------- | ---------------- | ------ | -------- | ----------------- | ------ | ------ | --- |
| 2015             | 2021             | 2015   | 2021     | Agnès Audeguil    |        | DVD    | Maire-adjointe de Marcillac-la-Croisille (depuis 2008)                                                                        |
| 2015             | 2021             | 2015   | 2021     | Jean-Marie Taguet |        | LR     | Maire-adjoint d'Égletons (depuis 2008) Vice-président du Conseil départemental (2015-2021)                                    |
| 2021             | 2028             | 2021   | en cours | Agnès Audeguil    |        | DVD    | Maire-adjointe de Marcillac-la-Croisille (depuis 2008)                                                                        |
| 2021             | 2028             | 2021   | en cours | Jean-Marie Taguet |        | LR     | Maire-adjoint d'Égletons (depuis 2008) Vice-président du Conseil départemental délégué aux Routes et Bâtiments départementaux |

### Résultats détaillés

#### Élections de mars 2015
Lors des élections départementales de 2015, le binôme composé de Agnès Audeguil et Jean-Marie Taguet (UMP), est élu au premier tour avec 51,20 % des voix. Le taux de participation est de 65,33 % (4 950 votants sur 7 577 inscrits) contre 59,60 % au niveau départemental et 50,17 % au niveau national.

#### Élections de juin 2021
Le premier tour des élections départementales de 2021 est marqué par un très faible taux de participation (33,26 % au niveau national). Dans le canton d'Égletons, ce taux de participation est de 50,55 % (3 687 votants sur 7 294 inscrits) contre 42,13 % au niveau départemental. À l'issue de ce premier tour,  le binôme constitué de Agnes Audeguil et Jean-Marie Taguet (Union à droite, 56 %), est élu avec 56 % des suffrages exprimés.
Le second tour des élections est marqué une nouvelle fois par une abstention massive équivalente au premier tour. Les taux de participation sont de 34,3 % au niveau national, 43,69 % dans le département et 50,55 % dans le canton d'Égletons. Agnes Audeguil et Jean-Marie Taguet (Union à droite) sont élus avec 56 % des suffrages exprimés (1 954 voix pour 3 687 votants et 7 294 inscrits),,. 

## Composition

### Composition avant 2015

Situation du canton d'Égletons dans l'arrondissement de Tulle en 2014.

Le canton d'Égletons regroupait huit communes.
| Nom                        | Code Insee | Codepostal | Superficie (km2) | Population (dernière pop. légale) | Densité (hab./km2) |
| -------------------------- | ---------- | ---------- | ---------------- | --------------------------------- | ------------------ |
| Égletons (chef-lieu)       | 19073      | 19300      | 16,85            | 4 446 (2012)                      | 264                |
| Champagnac-la-Noaille      | 19039      | 19320      | 25,47            | 233 (2012)                        | 9,1                |
| Chapelle-Spinasse          | 19046      | 19300      | 5,89             | 115 (2012)                        | 20                 |
| Le Jardin                  | 19092      | 19300      | 12,23            | 85 (2012)                         | 7                  |
| Montaignac-Saint-Hippolyte | 19143      | 19300      | 20,47            | 541 (2012)                        | 26                 |
| Moustier-Ventadour         | 19145      | 19300      | 29,85            | 496 (2012)                        | 17                 |
| Rosiers-d'Égletons         | 19176      | 19300      | 38,18            | 1 057 (2012)                      | 28                 |
| Saint-Yrieix-le-Déjalat    | 19249      | 19300      | 40,33            | 374 (2012)                        | 9,3                |

### Composition à partir de 2015
Entre 2015 et 2021 le canton d'Égletons comprend dix-huit communes entières. Au 1er janvier 2022, deux d'entre elles fusionnent pour former la commune nouvelle de Montaignac-sur-Doustre, portant leur nombre total à dix-sept.
| Nom                              | Code Insee | Intercommunalité                        | Superficie (km2) | Population (dernière pop. légale) | Densité (hab./km2) | Modifier                                    |
| -------------------------------- | ---------- | --------------------------------------- | ---------------- | --------------------------------- | ------------------ | ------------------------------------------- |
| Égletons (bureau centralisateur) | 19073      | CC de Ventadour - Égletons - Monédières | 16,85            | 4 336 (2022)                      | 257                | modifier les données · modifier les données |
| Champagnac-la-Noaille            | 19039      | CC de Ventadour - Égletons - Monédières | 25,47            | 230 (2022)                        | 9,0                | modifier les données · modifier les données |
| Chapelle-Spinasse                | 19046      | CC de Ventadour - Égletons - Monédières | 5,89             | 113 (2022)                        | 19                 | modifier les données · modifier les données |
| Chaumeil                         | 19051      | CC de Ventadour - Égletons - Monédières | 31,70            | 166 (2022)                        | 5,2                | modifier les données · modifier les données |
| Lafage-sur-Sombre                | 19097      | CC de Ventadour - Égletons - Monédières | 18,94            | 135 (2022)                        | 7,1                | modifier les données · modifier les données |
| Lapleau                          | 19106      | CC de Ventadour - Égletons - Monédières | 17,76            | 386 (2022)                        | 22                 | modifier les données · modifier les données |
| Laval-sur-Luzège                 | 19111      | CC de Ventadour - Égletons - Monédières | 16,94            | 102 (2022)                        | 6,0                | modifier les données · modifier les données |
| Marcillac-la-Croisille           | 19125      | CC de Ventadour - Égletons - Monédières | 38,69            | 853 (2022)                        | 22                 | modifier les données · modifier les données |
| Montaignac-sur-Doustre           | 19143      | CC de Ventadour - Égletons - Monédières | 32,70            | 634 (2022)                        | 19                 | modifier les données · modifier les données |
| Moustier-Ventadour               | 19145      | CC de Ventadour - Égletons - Monédières | 29,85            | 430 (2022)                        | 14                 | modifier les données · modifier les données |
| Rosiers-d'Égletons               | 19176      | CC de Ventadour - Égletons - Monédières | 38,18            | 1 087 (2022)                      | 28                 | modifier les données · modifier les données |
| Saint-Hilaire-Foissac            | 19208      | CC de Ventadour - Égletons - Monédières | 36,92            | 191 (2022)                        | 5,2                | modifier les données · modifier les données |
| Saint-Merd-de-Lapleau            | 19225      | CC de Ventadour - Égletons - Monédières | 24,50            | 193 (2022)                        | 7,9                | modifier les données · modifier les données |
| Saint-Yrieix-le-Déjalat          | 19249      | CC de Ventadour - Égletons - Monédières | 40,33            | 329 (2022)                        | 8,2                | modifier les données · modifier les données |
| Sarran                           | 19251      | CC de Ventadour - Égletons - Monédières | 26,09            | 274 (2022)                        | 11                 | modifier les données · modifier les données |
| Soursac                          | 19264      | CC Haute-Corrèze Communauté             | 42,80            | 520 (2022)                        | 12                 | modifier les données · modifier les données |
| Vitrac-sur-Montane               | 19287      | CA Tulle Agglo                          | 27,24            | 239 (2022)                        | 8,8                | modifier les données · modifier les données |
| Canton d'Égletons                | 1907       |                                         | 470,85           | 10 218 (2022)                     | 22                 | modifier les données                        |

## Démographie

### Démographie avant 2015
| 1962  | 1968  | 1975  | 1982  | 1990  | 1999  | 2006  | 2011  | 2012  |
| ----- | ----- | ----- | ----- | ----- | ----- | ----- | ----- | ----- |
| 6 355 | 6 653 | 7 370 | 7 372 | 7 365 | 6 876 | 7 241 | 7 400 | 7 347 |

### Démographie depuis 2015
En 2022, le canton comptait 10 218 habitants, en évolution de +0,59 % par rapport à 2016 (Corrèze : −0,59 %, France hors Mayotte : +2,11 %).
| 2013   | 2018   | 2022   |
| ------ | ------ | ------ |
| 10 279 | 10 149 | 10 218 |

## Historique des élections

### Élection de 2015
| Agnès Audeguil          |             | UMP         | 2 295 | 51,20  |  |  |
| Jean-Marie Taguet       |             | UMP         | 2 295 | 51,20  |  |  |
| Daniel Dumas            |             | DVG         | 1 763 | 39,34  |  |  |
| Marie-Laure Suau        |             | DVG         | 1 763 | 39,34  |  |  |
| Élisabeth Jacq-Ceugnart |             | PCF         | 424   | 9,46   |  |  |
| Michel Le Roux          |             | EÉLV        | 424   | 9,46   |  |  |
|                         |             |             |       |        |  |  |
| Inscrits                | Inscrits    | Inscrits    | 7 577 | 100,00 |  |  |
| Abstentions             | Abstentions | Abstentions | 2 627 | 34,67  |  |  |
| Votants                 | Votants     | Votants     | 4 950 | 65,33  |  |  |
| Blancs                  | Blancs      | Blancs      | 264   | 5,33   |  |  |
| Nuls                    | Nuls        | Nuls        | 204   | 4,12   |  |  |
| Exprimés                | Exprimés    | Exprimés    | 4 482 | 90,55  |  |  |

### Élection de 2021
| Candidats                | Partis                   | Partis                   | Premier tour | Premier tour |
| Candidats                | Partis                   | Partis                   | Voix         | %            |
| ------------------------ | ------------------------ | ------------------------ | ------------ | ------------ |
| Agnès Audeguil           |                          | DVD                      | 1 954        | 56,00        |
| Jean-Marie Taguet        |                          | LR                       | 1 954        | 56,00        |
| Marion Guichon           |                          |                          | 1 138        | 32,62        |
| Olivier Villa            |                          | DVG                      | 1 138        | 32,62        |
| Pierre Carrasco          |                          | RN                       | 397          | 11,38        |
| Madeleine Moreau         |                          | RN                       | 397          | 11,38        |
|                          |                          |                          |              |              |
| Suffrages exprimés       | Suffrages exprimés       | Suffrages exprimés       | 3 489        | 94,63        |
| Votes blancs             | Votes blancs             | Votes blancs             | 98           | 2,66         |
| Votes nuls               | Votes nuls               | Votes nuls               | 100          | 2,71         |
| Total                    | Total                    | Total                    | 3 684        | 100          |
| Abstention               | Abstention               | Abstention               | 3 607        | 49,45        |
| Inscrits / participation | Inscrits / participation | Inscrits / participation | 7 294        | 50,55        |